# Natalja Barbaszyna
Natalja Barbaszyna (ros. Наталья Барбашина, ur. 26 sierpnia 1973 w Ussuryjsku) – rosyjska piłkarka grająca na pozycji pomocnika lub napastnika, reprezentantka Rosji, wychowanka klubu Ussuroczka z Ussuryjska, od 2008 zawodniczka permskiej Zwiezdy 2005, uczestniczka Mistrzostw Europy 2001 i 2009, Mistrzostw Świata w 1999 i 2003.